# Patrimoni dell'umanità del Mozambico
I patrimoni dell'umanità del Mozambico sono i siti dichiarati dall'UNESCO come patrimonio dell'umanità in Mozambico, che è divenuto parte contraente della Convenzione sul patrimonio dell'umanità il 27 novembre 1982.
Al 2025 i siti iscritti nella Lista dei patrimoni dell'umanità sono due, mentre tre sono le candidature per nuove iscrizioni. Il primo sito, l'Isola di Mozambico, è stato iscritto nella lista nel 1991, durante la quindicesima sessione del comitato del patrimonio mondiale. Nel 2025, nella quarantasettesima sessione, il Parco nazionale di Maputo è divenuto il secondo sito mozambicano riconosciuto dall'UNESCO, come estensione del sudafricano Parco della zona umida di iSimangaliso. Un sito è considerato culturale, secondo i criteri di selezione, e uno naturale; uno è parte di un sito transnazionale.

## Siti del Patrimonio mondiale
| Foto | Sito                                                                 | Luogo                                            | Tipo                       | Anno | Descrizione |
| ---- | -------------------------------------------------------------------- | ------------------------------------------------ | -------------------------- | ---- | --- |
|      | Isola di Mozambico                                                   | Isola di Mozambico                               | Culturale (599; iv, vi)    | 1991 | Su quest'isola si trova la città fortificata di Mozambico, ex stazione commerciale portoghese sulla rotta per l'India. La sua notevole unità architettonica è dovuta all'uso costante, fin dal XVI secolo, delle stesse tecniche costruttive, materiali da costruzione (pietra o macuti) e principi decorativi. |
|      | (Parco della zona umida di iSimangaliso –) Parco nazionale di Maputo | Distretto di Matutuíne (condiviso con Sudafrica) | Naturale (914; vii, ix, x) | 2025 | Il Parco della zona umida di iSimangaliso – Parco nazionale di Maputo è un'estensione transfrontaliera del Parco della zona umida di iSimangaliso del Sudafrica, iscritto nel 1999. Comprende ecosistemi terrestri, costieri e marini e ospita quasi 5 000 specie. Il sito integra i valori di conservazione di iSimangaliso, rafforzando la tutela della biodiversità nell'ecoregione del Maputaland. Presenta habitat diversificati, tra cui laghi, lagune, mangrovie e barriere coralline. Il parco si trova all'interno dell'hotspot Maputaland-Pondoland-Albany, che riflette un elevato endemismo e processi naturali in corso, e sottolinea una cooperazione regionale di lunga data per la conservazione. |

## Siti candidati
| Foto | Sito                       | Luogo             | Tipo                      | Anno       | Descrizione |
| ---- | -------------------------- | ----------------- | ------------------------- | ---------- | --- |
|      | Manyikeni e Chibuene       | Muabsa, Vilankulo | Culturale (919; iii)      | 15/09/1997 | Manyikeni è un centro regionale della tradizione di Zimbabwe del secondo millennio d.C. Il sito comprende un recinto di mura di pietra e l'insediamento circostante. L'importanza di Manyikeni è legata alle connessioni tra l'entroterra e la costa. Manyikeni era una città appartenente allo stato la cui capitale era Grande Zimbabwe. Chibuene era una stazione commerciale costiera della fine del primo e dell'inizio del secondo millennio d.C. Chibuene è senza dubbio il sito più ricco di oggetti esotici mai trovati sulla costa del Mozambico. |
|      | Arcipelago delle Quirimbas | Distretto di Ibo  | Misto (5380; ii, iv, x)   | 20/08/2008 | L'arcipelago delle Quirimbas è costituito da 31 isole che si estendono a sud di Capo Delgado per circa 200 miglia. Queste isole, che corrono lungo la costa, sono in parte collegate al continente da banchi di sabbia, barriere coralline, mangrovie e acque ricche di vita marina. Di particolare interesse sono le isole di Ibo e, in misura minore, Quisiva e Matemo, antiche postazioni portoghesi con insediamenti swahili precoloniali. Il sito è un'eccezionale illustrazione delle fasi di una cultura particolare che ha riunito e omogeneizzato elementi disparati delle culture dell'Africa, della regione araba, dell'India e dell'Europa nel corso di oltre un millennio. |
|      | Catena dei monti Vumba     | Manica            | Culturale (5381; iii, vi) | 20/08/2008 | Lungo la mistica catena montuosa Vumba nel Mozambico centrale, una collina sacra denominata Chinhamapere si erge come una delle caratteristiche principali del paesaggio. Il sito comprende i più famosi dipinti di arte rupestre di cacciatori-raccoglitori (che comprendono diverse figure umane, alcuni con in mano archi e frecce e altri in trance) nascosti in una foresta sacra e una serie di rituali Shona viventi collegati ai simboli dell'arte rupestre e al paesaggio. Intorno a tutti e tre i siti di arte rupestre di cacciatori-raccoglitori c'è una savana boscosa abbastanza fitta, che è un habitat naturale per rare specie di rettili e flora. Il bosco è visto come parte integrante dei siti di arte rupestre: insieme sono percepiti come il paesaggio sacro di Chinhamapere, risorsa rara e pregiata utilizzata per le cerimonie tradizionali. |